# Copa del Rey de baloncesto 1991
La 55.ª edición de la Copa del Rey de baloncesto se disputó en el Pabellón Príncipe Felipe de Zaragoza desde el 22 al 25 de febrero de 1991 en su fase final. FC Barcelona ganó su decimosexto título después de derrotar al Estudiantes Caja Postal en la final.
Esta edición fue jugada por los 24 equipos de la Liga ACB 1990-91. Los cuatro primeros equipos dentro de la temporada anterior calificaron directamente para el Ocho Final, mientras que los equipos 5 a 8 se unieron a la competencia en la tercera ronda. En el sorteo de la primera ronda, dos equipos fueron eliminados.

## Primera ronda
| Equipo 1          | Agr.    | Equipo 2                 | Ida    | Vuelta |
| ----------------- | ------- | ------------------------ | ------ | ------ |
| Huesca La Magia   | 146–157 | OAR Ferrol               | 78–70  | 68–87  |
| TDK Manresa       | 197–181 | Atlético Madrid Villalba | 104–90 | 93–91  |
| Caja San Fernando | 192–169 | Caixa Ourense            | 93–74  | 99–95  |
| Puleva Granada    | 156–161 | Mayoral Maristas         | 89–86  | 67–75  |
| DYC Breogán       | 156–163 | Cajacanarias             | 68–71  | 88–92  |
| Elosúa León       | 153–148 | Grupo IFA Granollers     | 75–73  | 78–75  |
| Valvi Girona      | 168–161 | Cajabilbao               | 95–88  | 73–73  |
| Júver Murcia      | 127–164 | Pamesa Valencia          | 54–86  | 73–78  |

## Segunda ronda
| Equipo 1          | Agr.    | Equipo 2         | Ida    | Vuelta |
| ----------------- | ------- | ---------------- | ------ | ------ |
| OAR Ferrol        | 149–154 | TDK Manresa      | 71–75  | 78–79  |
| Caja San Fernando | 179–169 | Mayoral Maristas | 77–79  | 102–90 |
| Cajacanarias      | 179–207 | Elosúa León      | 90–109 | 89–98  |
| Valvi Girona      | 143–140 | Pamesa Valencia  | 71–69  | 73–71  |

## Tercera ronda
| Equipo 1         | Agr.    | Equipo 2          | Ida   | Vuelta |
| ---------------- | ------- | ----------------- | ----- | ------ |
| Fórum Valladolid | 138–161 | TDK Manresa       | 69–84 | 77–69  |
| CAI Zaragoza     | 173–155 | Caja San Fernando | 82–71 | 91–84  |
| Taugrés Baskonia | 155–146 | Caja de Ronda     | 73–58 | 82–88  |
| Elosúa León      | 185–170 | Valvi Girona      | 84–81 | 101–89 |

## Final a Ocho
|  | Cuartos de final        | Cuartos de final |                         |                    | Semifinales   | Semifinales   |                    |                         | Final         | Final         |  |
|  | 21–22 de febrero        | 21–22 de febrero |                         |                    | 23 de febrero | 23 de febrero |                    |                         | 24 de febrero | 24 de febrero |  |
|  |                         |                  |                         |                    |               |               |                    |                         |               |               |  |
|  |                         |                  |                         |                    |               |               |                    |                         |               |               |  |
|  | Montigalà Joventut      | 83               |                         |                    |               |               |                    |                         |               |               |  |
|  | Montigalà Joventut      | 83               |                         |                    |               |               |                    |                         |               |               |  |
|  | TDK Manresa             | 81               |                         |                    |               |               |                    |                         |               |               |  |
|  | TDK Manresa             | 81               |                         | Montigalà Joventut | 71            |               |                    |                         |               |               |  |
|  |                         |                  |                         | Montigalà Joventut | 71            |               |                    |                         |               |               |  |
|  |                         |                  | Estudiantes Caja Postal | 81                 |               |               |                    |                         |               |               |  |
|  | CAI Zaragoza            | 70               | Estudiantes Caja Postal | 81                 |               |               |                    |                         |               |               |  |
|  | CAI Zaragoza            | 70               |                         |                    |               |               |                    |                         |               |               |  |
|  | Estudiantes Caja Postal | 76               |                         |                    |               |               |                    |                         |               |               |  |
|  | Estudiantes Caja Postal | 76               |                         |                    |               |               |                    | Estudiantes Caja Postal | 65            |               |  |
|  |                         |                  |                         |                    |               |               |                    | Estudiantes Caja Postal | 65            |               |  |
|  |                         |                  | FC Barcelona            | 67                 |               |               |                    |                         |               |               |  |
|  | FC Barcelona            | 98               | FC Barcelona            | 67                 |               |               |                    |                         |               |               |  |
|  | FC Barcelona            | 98               |                         |                    |               |               |                    |                         |               |               |  |
|  | Taugrés Baskonia        | 79               |                         |                    |               |               |                    |                         |               |               |  |
|  | Taugrés Baskonia        | 79               |                         | FC Barcelona       | 82            |               |                    | Tercer lugar            | Tercer lugar  |               |  |
|  |                         |                  |                         | FC Barcelona       | 82            |               |                    | Tercer lugar            | Tercer lugar  |               |  |
|  |                         |                  | Real Madrid             | 81                 |               |               |                    |                         |               |               |  |
|  | Real Madrid             | 71               | Real Madrid             | 81                 |               |               | Montigalà Joventut | 79                      |               |               |  |
|  | Real Madrid             | 71               |                         |                    |               |               | Montigalà Joventut | 79                      |               |               |  |
|  | Elosúa León             | 70               |                         |                    |               |               |                    |                         | Real Madrid   | 63            |  |
|  | Elosúa León             | 70               |                         |                    |               |               |                    |                         | Real Madrid   | 63            |  |
|  |                         |                  |                         |                    |               |               |                    |                         |               |               |  |

## Final
| 24 de febrero de 1991 | FC Barcelona                                         | 67–65                              | Estudiantes Caja Postal                                 | |  |
| 20:00 GTM+1           | Marcador por tiempos: 32–34, 35–31                   | Marcador por tiempos: 32–34, 35–31 | Marcador por tiempos: 32–34, 35–31                      | |  |
|                       | Estadísticas Ortiz 19 Ortiz 9 Epi, Norris 2 Ortiz 23 | Boxscore Pts Reb Asts Val          | Estadísticas Winslow 27 Winslow 10 Antúnez 4 Winslow 30 | Pabellón: Pabellón Príncipe Felipe , Zaragoza Asistencia: 9,500 espectadores Árbitros: Francisco Javier Fajardo, Mateo Ramos |  |

| Campeones de la Copa del Rey 1991 |
| --------------------------------- |
| FC Barcelona 16.º título          |

## MVP de la Copa
- Juan Antonio Orenga